# Питяково
Питяково (баш. Питяков) — село в Бирском районе Башкортостана, центр Старопетровского сельсовета.

## Население
| 2002 | 2009 | 2010 |
| ---- | ---- | ---- |
| 625  | ↗730 | ↘615 |

Согласно переписи 2002 года, преобладающая национальность — русские (67 %).

## Географическое положение
Находится на берегу реки Белой.
Расстояние до:
- районного центра (Бирск): 22 км,
- ближайшей ж/д станции (Уфа): 117 км.

## История
Закон «О внесении изменений в административно-территориальное устройство Республики Башкортостан в связи с образованием, объединением, упразднением и изменением статуса населенных пунктов, переносом административных центров» от 20 июля 2005 года, N 211-з гласил: 

10. Перенести административные центры следующих сельсоветов:
4) Старопетровского сельсовета Бирского района из села Старопетрово в село Питяково;